# Gian Paolo Barbieri
Gian Paolo Barbieri nebo Giampaolo Barbieri (1935 – 17. prosince 2024) byl italský módní fotograf.

## Život a kariéra
Barbieriho rodina sídlila ve Via Mazzini v Miláně a patřila mezi velkoobchodníky s látkami; jeho otec vlastnil obchodní dům. V polovině 50. let vystupoval v amatérském dramatu a se svými přáteli vytvořil divadelní soubor „The Trio“. Barbieri měl také němou roli ve filmu Luchina Viscontiho Medea.  Již v raném věku ho ovlivnila kinematografie a fotografoval modelky v 60. letech v Římě, součást společenské scény, která byla zobrazena ve filmu Federica Felliniho z roku 1960 Sladký život.
Byl fotograf samouk, jeho první profesionální prací bylo vyučení u maďarského fotografa z Harper's Bazaar Toma Kublina, který o dvacet dní později zemřel. V roce 1963 nechal Barbieri některé snímky publikovat v italském módním časopise Novità, ze kterého se v roce 1965 stal Vogue Italia.  Barbieri také fotografoval pro americké a francouzské vydání Vogue. 
Role módního redaktora nebyla v 60. letech plně definována a Barbieri musel pro své fotografie najít to nejlepší prostředí a tvořit účesy, make-up a zajišťovat šperky. To občas vedlo k použití neobvyklých materiálů, pozoruhodným příkladem jsou náušnice vyrobené z míčků na stolní tenis malované perleťovou barvou. 
Barbieri si v roce 1964 otevřel vlastní studio v Miláně a o několik let později začal úzce spolupracovat s návrháři konfekce.  Jeho tvůrčí vztah s Walterem Albinim vedl k ocenění role stylisty. Barbieri a módní návrhář Valentino byli zodpovědní za inovace v reklamních kampaních moderní módy.  Mezi pozoruhodné modely, které Barbieri fotografoval, patří Mirella Petteni, Jerry Hall, Veruschka, Monica Bellucci a Audrey Hepburn.  Barbieri pracovala pro módní návrháře Armaniho, Versaceho a Ferrého, Dolce & Gabbana, Pomellato a Giuseppe Zanottiho. 
V 90. letech se Barbieri stal cestovatelským fotografem. Kurátorem výstavy Barbieriho práce byl anglický módní fotograf David Bailey, vystavená ve Victoria and Albert Museum v Londýně a Kunstforum ve Vídni. 
Barbieri fotografoval analogově a své snímky neretušoval. Jedním z jeho raných fotoaparátů byl Reflex Voigtländer 35mm.  V roce 1968 mu byla udělena cena Biancamano – nejlepší italský fotograf a v roce 1978 byl německým časopisem Stern jmenován jedním ze 14 nejlepších mezinárodních módních fotografů. 
Barbieri zemřel v Miláně dne 17. prosince 2024 ve věku 89 let.

## Knihy
- Fiori della mia vita, Silvana (2016)
- Flowers, Silvana (2016)
- Skin, Silvana (2015)
- Dark Memories, Skira (2013)
- Gian Paolo Barbieri, Federico Motta (2007)
- Catalogo Mostra Palazzo Reale (2007)
- Body Haiku, Dolci Japan gallery (2007)
- Sud, Pomellato (2006)
- Exotic Nudes, Taschen (2003)
- Innatural, Contrasto (2001)
- A History of Fashion, Photology (2001)
- Equator, Taschen (1999)
- Tahiti Tattoos No. 2, Taschen (1998)
- Madagascar, Taschen (1997)
- Pappa e Ciccia, Pappa & Ciccia Editori (1991)
- The maps of desire, Pomellato (1989)
- Tahiti Tattoos No. 1, Fabbri (1989)
- Barbieri, Fabbri (1988)
- Venti Anni di Vogue Italia 1964–1984, Edizioni Condé Nast (1984)
- Silent Portraits, Massimo Baldini (1984)
- I grandi fotografi, gruppo editoriale Fabbri (1982)
- Artificial, FotoSelex (1982)

## Publikace
- Novità
  - 1963: Červenec, Listopad
  - 1964: Únor, Červenec, Září, Říjen, Listopad
  - 1965: Září
- Vogue Italia
  - 1965: Listopad (Isa Stoppi), Prosinec (Mirella Petteni)
  - 1966: Leden, Únor, Listopad, Prosinec
  - 1967: Listopad, Prosinec
  - 1968: Leden, Únor, Duben, Květen, Červen, Září, Říjen
  - 1969: Leden, Únor, Březen, Červenec
  - 1971: Duben
  - 1972: Květen, Říjen, Prosinec
  - 1973: Červen, Září, Říjen, Prosinec
  - 1974: Březen, Červen, Září, Listopad
  - 1975: Březen, Duben, Červen, Září, Říjen, Listopad, Prosinec
  - 1976: Září, Říjen, Prosinec
  - 1977: Březen, Duben, Květen, Listopad, Prosinec
  - 1978: Duben, Květen, Červen, Listopad, Prosinec
  - 1979: Leden, Březen, Červenec, Prosinec
  - 1980: Únor, Březen, Květen, Červen, Říjen, Prosinec
  - 1981: Únor, Květen, Září, Říjen, Prosinec
  - 1982: Červen, Září
  - 1983: Leden
  - 1985: Březen
  - 2013: Březen

- Linea Italiana
  - 1966: Spring-Summer
  - 1967: Autumn-Winter
  - 1968: Spring-Summer

- Vogue Paris
  - 1974: Červen

- Vogue Giappone
  - 2017: Leden

- Progresso Fotografico
  - 1981: Leden

- Photo Italia
  - 1989: číslo 165
  - 1990: číslo 180
  - 2001: číslo 11

- IO Donna
  - 1997: Březen, Duben, Červenec
  - 1998: Červenec, Listopad
  - 1999: Prosinec

- GQ
  - 2000: Červenec, Září, Říjen, Listopad
  - 2001: Únor, Březen, Srpen, Září, Říjen, Listopad
  - 2002: Červen, Červenec
  - 2003: Leden, Březen, Květen, Listopad
  - 2004: Únor, Červen
  - 2005: Duben, Květen, Srpen, Listopad
  - 2006: Únor, Květen
  - 2014: Červenec

- GQ Russia
  - 2011: Březen

- Vanity Fair
  - 2004: Březen, Květen
  - 2005: Květen, Říjen
  - 2006: Červenec, Listopad
  - 2008: Srpen, Září
  - 2009: Červenec

- Glamour
  - 2015: Říjen